# Ituzaingó (departamento)

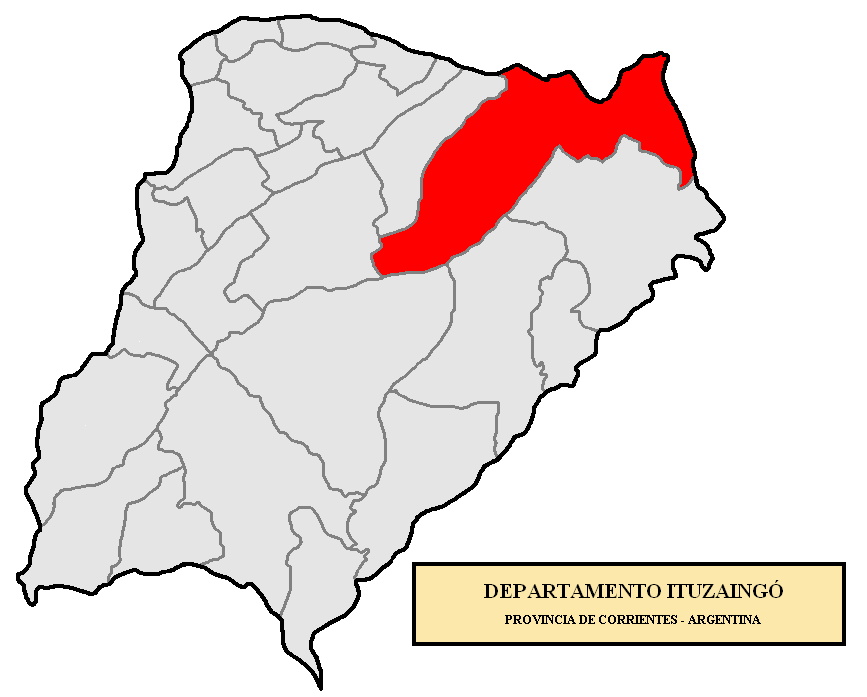
Província de Corrientes - Argentina

Ituzaingó é um departamento da província de Corrientes. Possuía, em 2019, 33.505 habitantes.